# Linda (Elster)
Linda (Elster), bis 1929 Wendisch Linda, ist ein Ortsteil der Stadt Jessen (Elster) im Landkreis Wittenberg im östlichen Teil des Lands Sachsen-Anhalt.

## Lage
Linda liegt 12 km nordöstlich von Jessen (Elster), an der L 113 zwischen Mügeln und der 2,5 km entfernten B 101. Der Namenszusatz „Elster“ nimmt Bezug auf die ca. 10 km entfernt vorbeifließende Schwarze Elster.

## Geschichte
Bis 1952 gehörte die Gemeinde zum (Land)kreis Schweinitz (1950 umbenannt in Kreis Herzberg) und damit zu Sachsen-Anhalt. Die anschließende Kreisgebietsreform ordnete Linda für die weitere Zeit der DDR dem Kreis Jessen im Bezirk Cottbus zu. Am 3. Oktober 1990 wurde der Kreis Jessen und damit auch Linda erneut Teil des wiederhergestellten Lands Sachsen-Anhalt. Von 1994 bis 2004 gehörte die Gemeinde dann zur Verwaltungsgemeinschaft Holzdorf. Am 1. März 2004 erfolgte die Eingemeindung in die Stadt Jessen (Elster).

## Verkehr
Der etwa 1,5 km vom Ortskern entfernte Haltepunkt Linda (Elster) liegt an der Bahnstrecke Jüterbog–Riesa. Dort halten im Zweistundentakt Regionalexpress-Züge der Linie RE 4 Stendal Hbf – Rathenow – Wustermark – Berlin – Ludwigsfelde – Luckenwalde – Jüterbog – Falkenberg (Elster), betrieben von DB Regio Nordost.

## Sehenswürdigkeiten

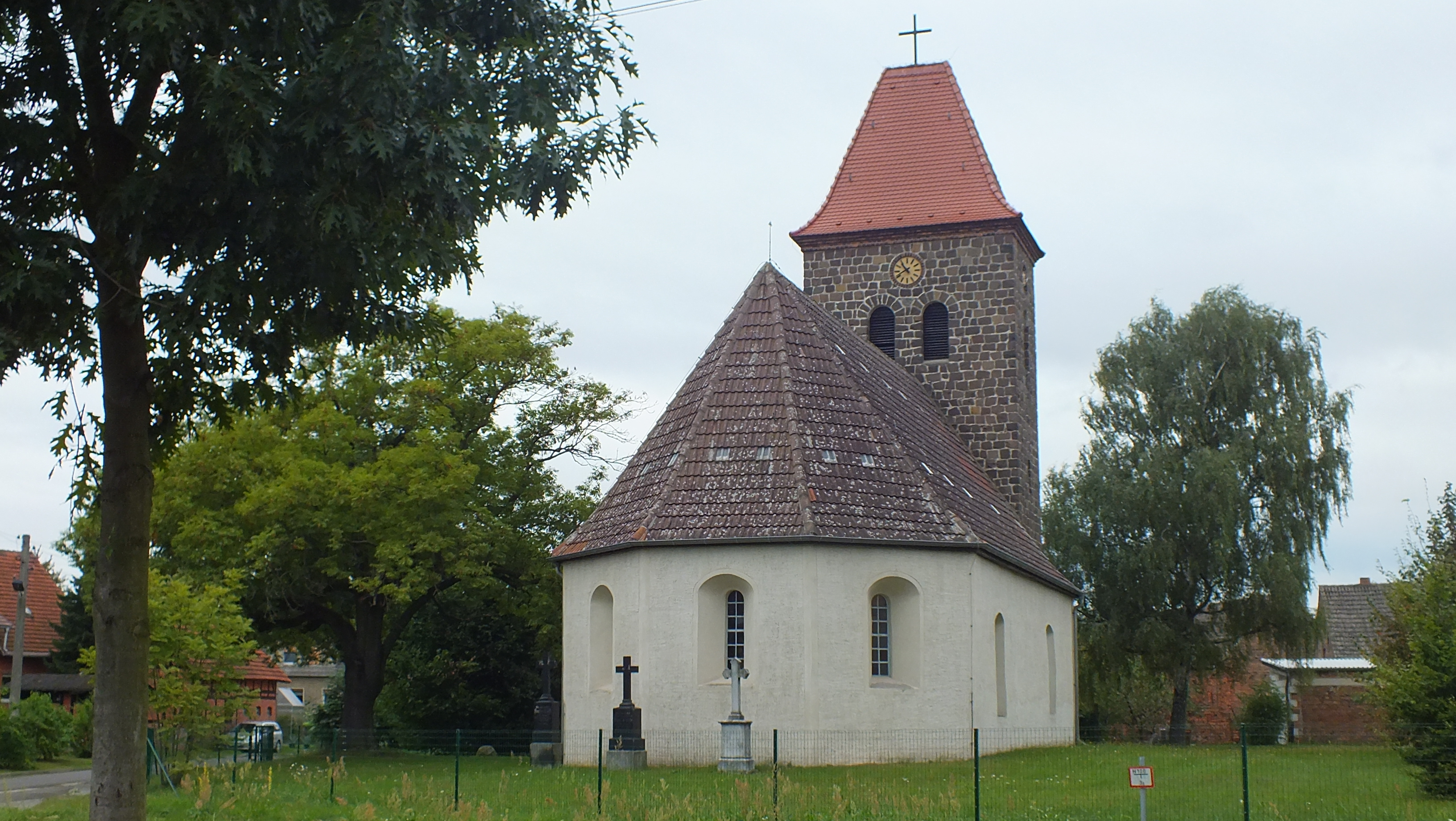
Kirche Linda

→ siehe auch: Liste der Kulturdenkmale in Linda
Die Kirche des Ortes ist ein Saalbau mit dreiseitigem Ostabschluss und wurde aus Feldsteinen errichtet.